# Edward Wales Root
Edward Wales Root (* 23. Juli 1884 in Southampton, New Jersey; † 5. Dezember 1956 in New York) war ein US-amerikanischer Kunsthistoriker und Kunstsammler.
Edward Wales Root war der Sohn des Juristen und Politikers Elihu Root (1845–1937). Er besuchte das Hamilton College in Clinton, New York. Danach arbeitete er zunächst für die New York Evening Sun und Harpers Weekly, mit Beginn des Ersten Weltkrieges 1914 dann für das Rote Kreuz. Von 1920 bis zu seinem Ruhestand 1940 lehrte er Kunstgeschichte am Hamilton College.
Er trug eine umfangreiche Sammlung amerikanischer Malerei seiner Zeit zusammen, darunter Werke von Charles Demuth (1883–1935), Edward Hopper (1882–1967), Jackson Pollock (1912–1956), Maurice Prendergast (1858–1924) und Charles Sheeler (1883–1965). 1949 wurde er Consultant of Art des Munson-Williams-Proctor Arts Institute in Utica, New York. 1957 vermachte er seine Sammlung von 227 Gemälden dem Munson-Williams-Proctor Arts Institute.

## Veröffentlichungen
- Philip Hooker. A contribution to the study of the renaissance in America. Scribner’s Sons, New York 1929.